# Lucia von Syrakus

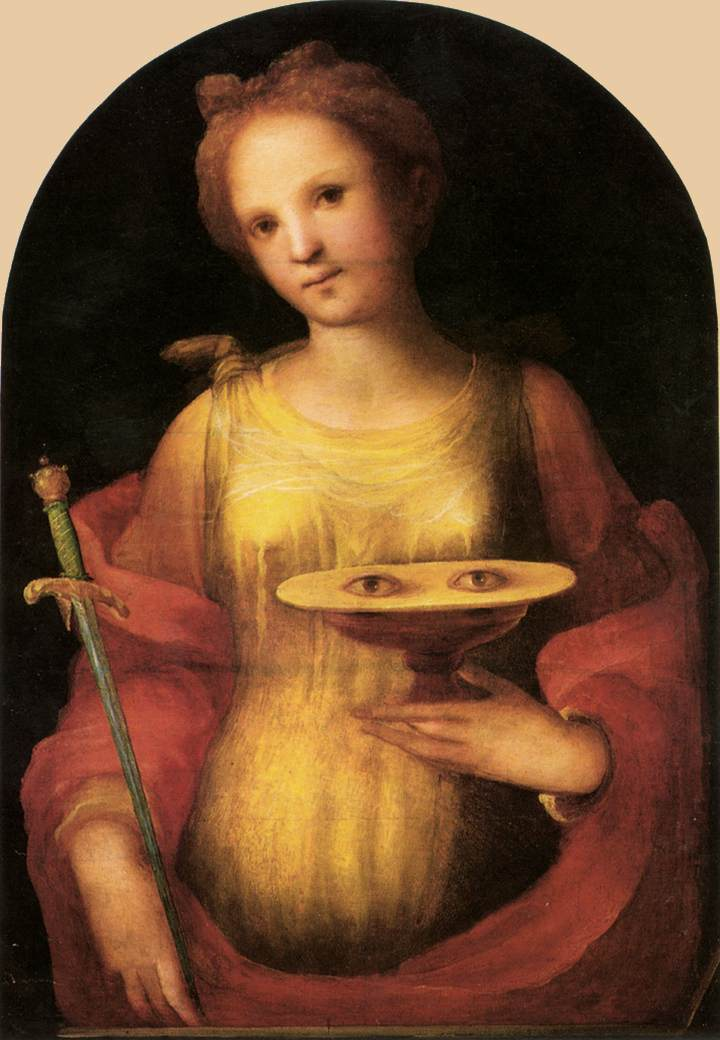
Die hl. Lucia, von Domenico Beccafumi (1486–1551)

Lucia vor dem Richter kann nicht von der Stelle bewegt werden, Gemälde von Lorenzo Lotto, 1532

Lucia (* um 283 in Syrakus, Italien; † 304 ebenda) ist eine frühchristliche geweihte Jungfrau und Märtyrerin. Sie wird in der katholischen und der orthodoxen Kirche, den skandinavischen und amerikanischen lutherischen Kirchen und der evangelischen Kirche in Deutschland als Heilige verehrt, beziehungsweise als Glaubenszeugin in Erinnerung gerufen. Ihr Name Lucia bedeutet „die Leuchtende“, von lateinisch lux „Licht“. Die heilige Lucia gehört zu den Heiligen, die im Kanon des ersten Hochgebets genannt werden.

## Leben
Eine Grabinschrift um 400 in der Katakombe San Giovanni in Syrakus und ihre Erwähnung in allen Martyrologien lassen es als sicher erscheinen, dass sie gelebt hat. Um 600 gab es bereits Luciaklöster in Syrakus und Rom.
Nach einer Legende, die sich auf ihren Namen bezieht, soll Lucia nachts Lebensmittel in die Katakomben von Syrakus gebracht haben, wo sich Christen geheim trafen. Um den Weg im Innern zu beleuchten und gleichzeitig die Hände zum Tragen frei zu haben, setzte sie sich einen Kranz aus Kerzen auf den Kopf. Diese Tradition des Lichttragens wird bis heute am Luciafest besonders in Nordeuropa fortgeführt. Es kündigt vor der Wintersonnenwende das Licht an, das an Weihnachten in die Welt kommt.
Die frühesten Beschreibungen ihres Martyriums sind aus dem 5. oder 6. Jahrhundert erhalten und wurden mit zahlreichen Wundern ausgeschmückt. Nach diesen Quellen war Lucia die Tochter eines reichen römischen Bürgers von Syrakus, der jedoch früh starb. Ihre Mutter Eutychia wollte sie verheiraten, doch Lucia hatte die Jungfräulichkeit um Christi willen gelobt und schob die Verlobung hinaus. Als ihre Mutter schwer krank wurde, unternahm Lucia mit ihr eine Wallfahrt zum Grab der heiligen Agatha in Catania. Dort wurde die Mutter von den Leiden des Blutflusses (d. h. Unterleibsblutungen) geheilt und stimmte dem Gelübde der Tochter zu, ein Leben als Jungfrau zu führen.
Manche Fassungen der Legende berichten, Lucia habe ihrem Verlobten ihre ausgerissenen Augen geschickt, worauf die Mutter Gottes ihr dafür noch schönere Augen zurückgegeben habe. Lucias zurückgewiesener Bräutigam klagte sie wegen des Verkaufs des Erbteils beim Präfekten, dem die Diokletianische Christenverfolgung unterstand, als Christin an. Der Präfekt wollte sie in ein Bordell bringen lassen, doch nicht einmal ein Ochsengespann und 1000 Männer waren in der Lage, die gefesselte Lucia zu überstellen. Unbeschadet überstand sie auch das Wirken eines Zauberers, das Übergießen mit heißem Öl und die Folter mit Feuer.
Schließlich wurde Lucia ein Schwert in die Kehle getrieben. Sie starb jedoch erst, nachdem ihr eine Hostie durch einen Priester gereicht wurde.

## Reliquien

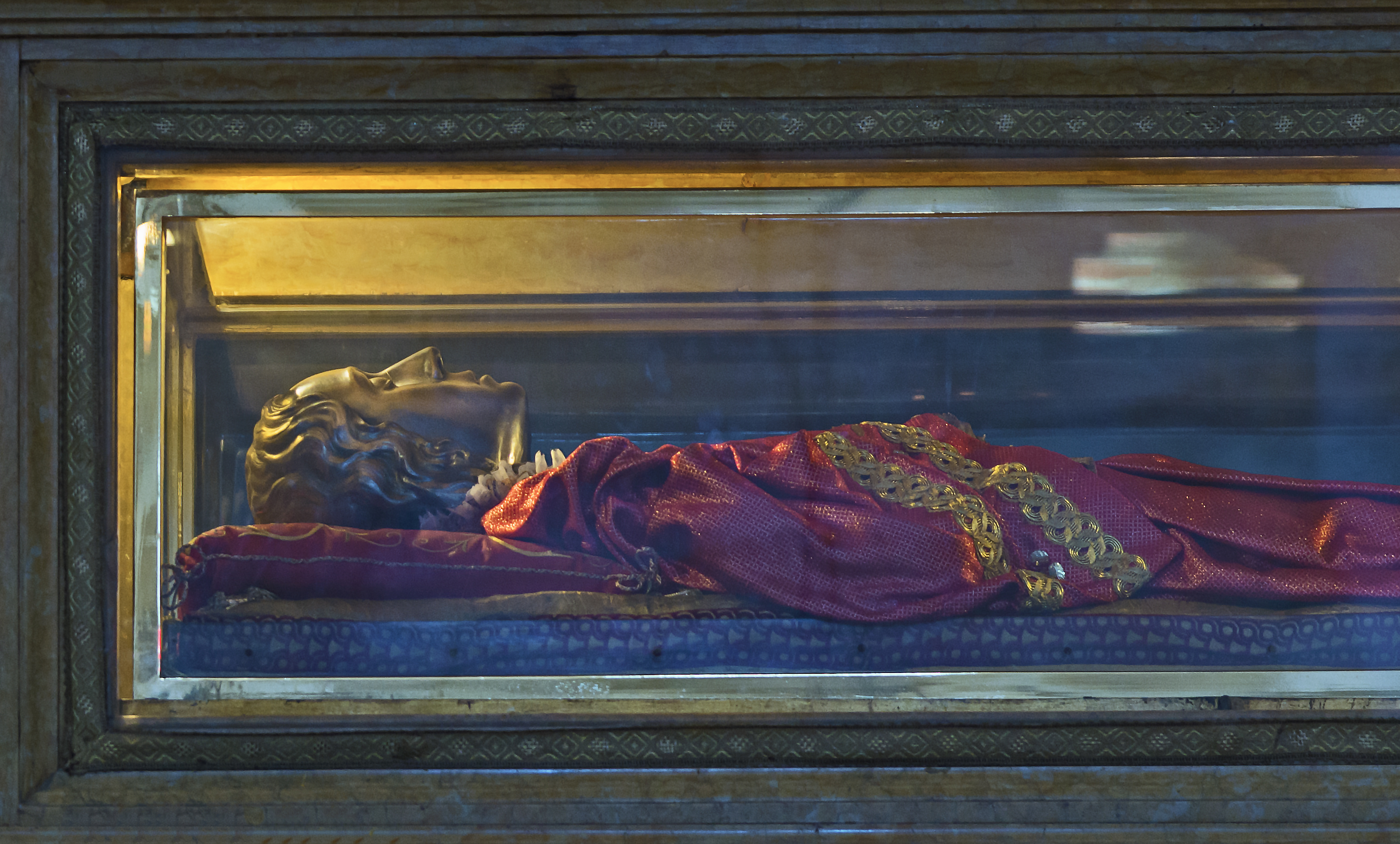
Die Reliquien der hl. Lucia in San Geremia in Venedig in einem silbernen Schrein

Ihre Reliquien sollen um 1038 nach Konstantinopel und von dort 1204 nach der Erstürmung und dreitägigen Plünderung der Stadt durch den venezianischen Dogen Enrico Dandolo, einen erbitterten Gegner des orthodoxen Byzanz, nach Venedig gebracht worden sein. Dort wurde sie zunächst in der Kirche Santa Lucia beigesetzt. 1860 wurde diese abgerissen, da man Platz für den Bahnhof Venezia Santa Lucia benötigte. Ihre Reliquien wurden in die nahegelegene Kirche San Geremia e Lucia umgebettet. 1955 ließ Angelo Roncalli, damals Patriarch von Venedig, später Papst Johannes XXIII., das Gesicht der Heiligen mit einer silbernen Maske bedecken, um es vor Staub zu schützen. 1981 wurden die Reliquien der Heiligen geraubt, konnten aber noch im gleichen Jahr wiederaufgefunden und in die Kirche zurückgebracht werden.
Nach anderen Berichten kamen die Reliquien Lucias Anfang des 8. Jahrhunderts nach Corfinium und 970 nach Metz.
2014 wurden sie für einige Tage zur Verehrung an den Dom von Syrakus und nach Erchie ausgeliehen.

## Gedenktag
Der Gedenktag der heiligen Lucia ist der 13. Dezember. Er ist oft verbunden mit Lichtriten, mutmaßlich da er vor der gregorianischen Kalenderreform zeitweise auf die Wintersonnenwende fiel. Dementsprechend gibt es auch folgende Bauernregeln:
- An Sankt Lucia ist der Abend dem Morgen nah.
- Sankt Luzen tut den Tag stutzen.

Die Heilige wird bei Augenleiden, Blutfluss, Halsschmerzen und Ruhr angerufen. Sie ist die Patronin der Armen, der Blinden, reuigen Dirnen, der kranken Kinder und der Städte Syrakus und Venedig. Auch die Anwälte, Bauern, Elektriker, Glaser, Kutscher, Messerschmiede, Näherinnen, Pedelle, Polsterer, Sattler, Schneider, Schreiber und Weber haben sie zur Patronin.
In der Ikonographie wird die Heilige meist mit dem Schwert und dem Palmzweig (beides Attribute des Martyriums), dem Buch, einem Kranz aus Rosen oder einer Öllampe (beides Attribute der geweihten Jungfrauen) dargestellt, oft auch mit ihren ausgerissenen Augen, die sie in einer Schüssel trägt.
Auf der nach der Heiligen genannten Insel St. Lucia ist ihr Gedenktag ein gesetzlicher Feiertag.

## Brauchtum

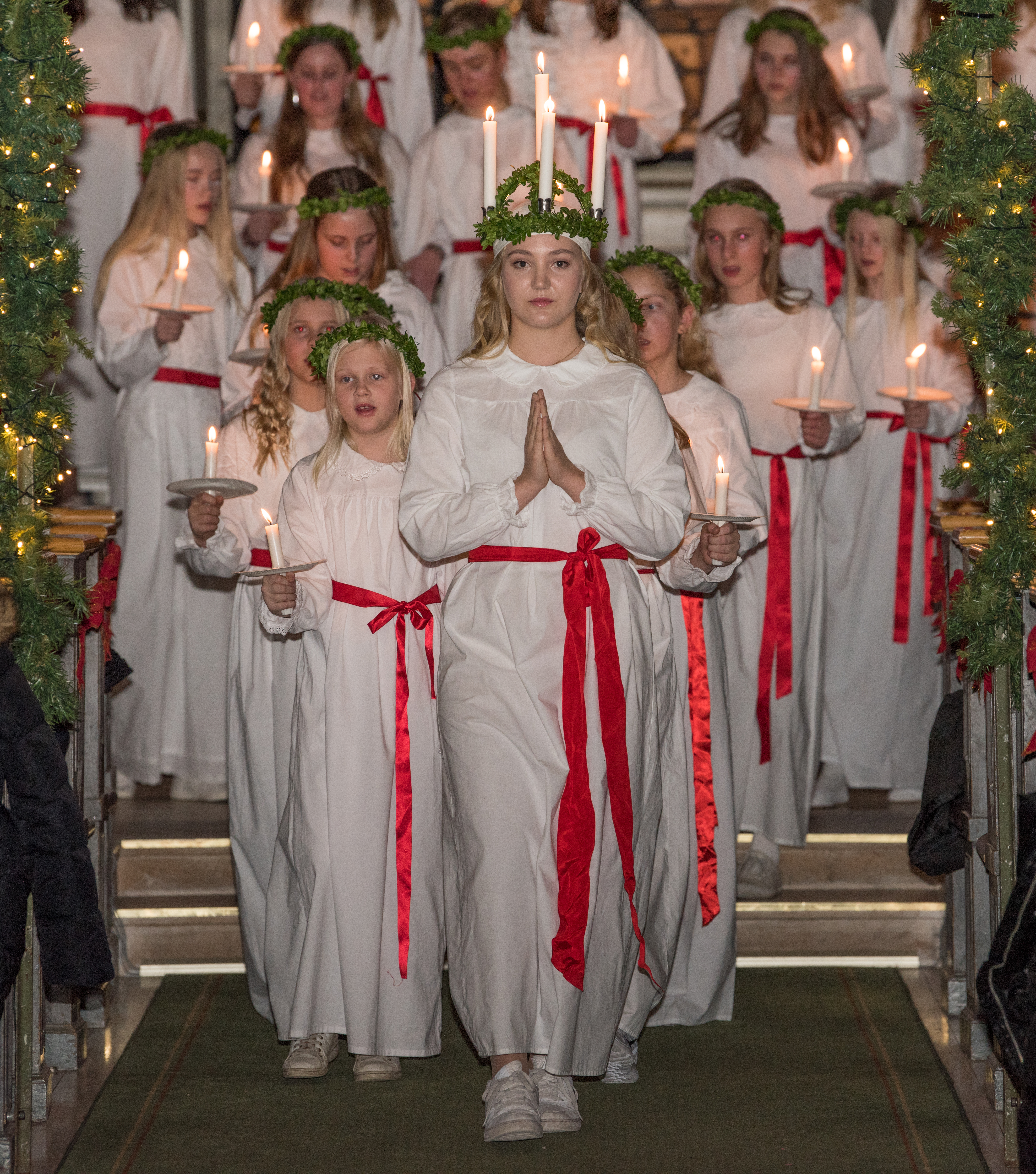
Mädchenchor beim Luciafest in Vaxholm / Schweden

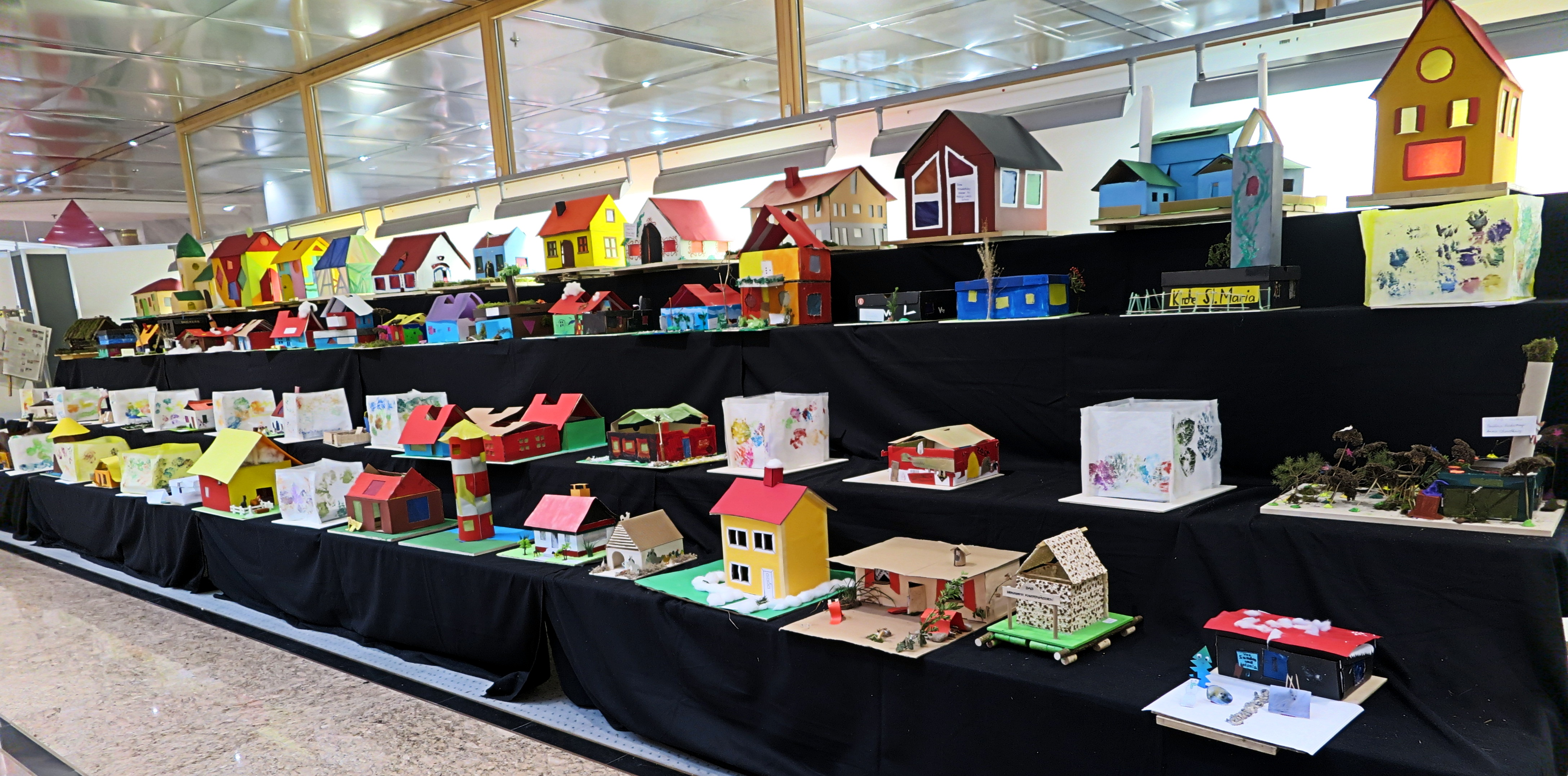
Lucienhäuschen-Ausstellung

In Schweden und anderen nordischen Ländern ist das Luciafest am 13. Dezember ein fester Bestandteil des vorweihnachtlichen Brauchtums. Es ist geprägt vom Tragen weißer Gewänder und häuslichen Elementen wie traditionellem Gebäck und Gesang. Die Feierlichkeiten beginnen meist am Morgen in der Familie und setzen sich in Kindergärten, Schulen und am Arbeitsplatz fort.
Eine besondere schwedische Ausprägung des Festes lässt sich frühestens für das Mittelalter nachweisen. Aus dieser Zeit gibt es Berichte über Feierlichkeiten, mit denen die Landbevölkerung das Ende der vorweihnachtlichen landwirtschaftlichen Arbeiten und den Beginn des Weihnachtsfastens beging. Zu einem landesweiten Brauch entwickelte sich das Luciafest dagegen erst in den letzten hundert Jahren. Ende des 19. Jahrhunderts griff das Stockholmer Freilichtmuseum Skansen die westschwedischen Luciatraditionen auf, um sie für kommende Generationen zu bewahren. In der Folge fand das Luciafest einen festen Platz im schwedischen Brauchtum.
In Kroatien wird am Gedenktag der hl. Lucia traditionell ein wenig Weizen in einer Schale ausgesät. Der Luzienweizen grünt bis zum Weihnachtsfest und steht als Symbol für das neue Leben und die Hoffnung inmitten des Winters. Manchmal wird der Weizen mit einem Band in den kroatischen Nationalfarben (rot, weiß und blau) umfasst. Teilweise werden ein Apfel oder eine Kerze in der Mitte des Weizens aufgestellt. Nach den Feiertagen wird das Getreide nicht weggeworfen, sondern an Vögel gegeben.
In der oberbayerischen Kreisstadt Fürstenfeldbruck wird jährlich am 13. Dezember das sogenannte Lucienhäuschenschwimmen durchgeführt. Dabei werden über hundert, von Schülern gebastelte schwimmfähige Gebäudenachbildungen mit brennenden Kerzen als Beleuchtung bei Einbruch der Dunkelheit der Strömung der Amper überlassen.
In manchen Gegenden Bayerns, zum Beispiel in der nördlichen Oberpfalz, im Landkreis Wunsiedel in Oberfranken und in der Gegend von Eichstätt und Ingolstadt wurde der Name der Lucia mit heidnischen Perchtengestalten verbunden. Als „Luzie“, „Heuluzi“ oder „Luz“ trat Lucia hier bis in die zweite Hälfte des 20. Jahrhunderts als vorweihnachtliche Kinderschreckfigur auf, ähnlich der Specht.